# Enhetspartiet (Liberia)
Enhetspartiet, Unity Party (UP) är det ledande politiska partiet i Liberia. UP:s kandidat, Ellen Johnson Sirleaf vann presidentvalen i Liberia 2005 och 2012.
Johnson Sirleaf var en av de få ministrarna i William R. Tolberts regering som överlevde Samuel Does militärkupp 1980. 1985 återvände hon till Liberia som vicepresidentkandidat för Liberian Action Party (LAP), men dömdes till husarrest och tvingades åter gå i exil året därpå. 1997 återvände hon åter för att ställa upp som motkandidat till Charles Taylor, vars uppror mot Doe hon ursprungligen stödde 1989 som medlem av dennes NPFL. Johnson Sirleaf förlorade ett omstritt presidentval, gick åter i exil tills hon återvände och vann valet 2005.
2009 gick tre partier (bland annat LAP) ihop och bildade det nuvarande UP.